# The Birdmen
The Birdmen também conhecido como Escape of the Birdmen e Colditz: Escape of the Birdmen (título no Brasil: A Fuga dos Homens Pássaros) é um filme norte-americano de 1971 produzido para a televisão, dirigido por Philip Leacock, roteirizado por David Kidd e estrelado por Doug McClure e Rene Auberjonois. O longa-metragem é uma versão parcialmente baseada na história real de um plano de fuga elaborado por prisioneiros de guerra britânicos e norte-americanos para escapar do Castelo de Colditz que durante a Segunda Guerra Mundial era utilizado como prisão de segurança máxima pelo Exército Alemão.
O plano consistia na construção artesanal e clandestina de um planador com capacidade para duas pessoas, como meio de escapar daquela prisão e atingir a fronteira com a Suíça. A aeronave foi batizada pelos meus mentores de Colditz Cock. 
O filme foi transmitido pela primeira vez no programa ABC Movie of the Week em 18 de setembro de 1971. O longa-metragem foi filmado e produzido pela Universal Studios Hollywood e lançado em vários países.Em 2011, foi lançada a versão remasterizada, em Blu-ray e estendida do clássico da televisão americana.

## Sinopse
Durante a Segunda Guerra Mundial, o agente secreto do Escritório de Serviços Estratégicos dos EUA, Major Harry Cook, é enviado para além das linhas inimigas, na então Europa ocupada pelos Nazistas, com o objetivo de trazer para o poder dos Aliados um cientista norueguês que está a trabalhar na pesquisa da Bomba Atômica. Durante a tentativa de fuga os dois homens são capturados pelos nazistas e enviados como prisioneiros de guerra para o Castelo de Colditz. Os nazistas inicialmente acreditam que eles são apenas oficiais da Força Aérea Aliada, abatidos nos combates. O Major Cook, ciente de que é apenas uma questão de tempo até a Gestapo descobrir as suas verdadeiras identidades, logo trata de elaborar um plano de fuga ousado: a construção de um planador.

## Elenco
- Doug McClure  como Major Harry Cook
- Rene Auberjonois como o cientista Halden Brevik (codinome: Olav Volda)
- Richard Basehart como Kommandant Schiller
- Max Baer Jr. como Tanker
- Chuck Connors como Colonel Morgan Crawford
- Don Knight como Major Tovar
- Greg Mullavey como Sparrow
- Paul Koslo como Davies
- Barry Brown como Donnelly
- Tom Skerritt como Orville Fitzgerald

## Trilha sonora
- Die Gedanken sind frei